# Kloster Bethlehem (Koblenz)

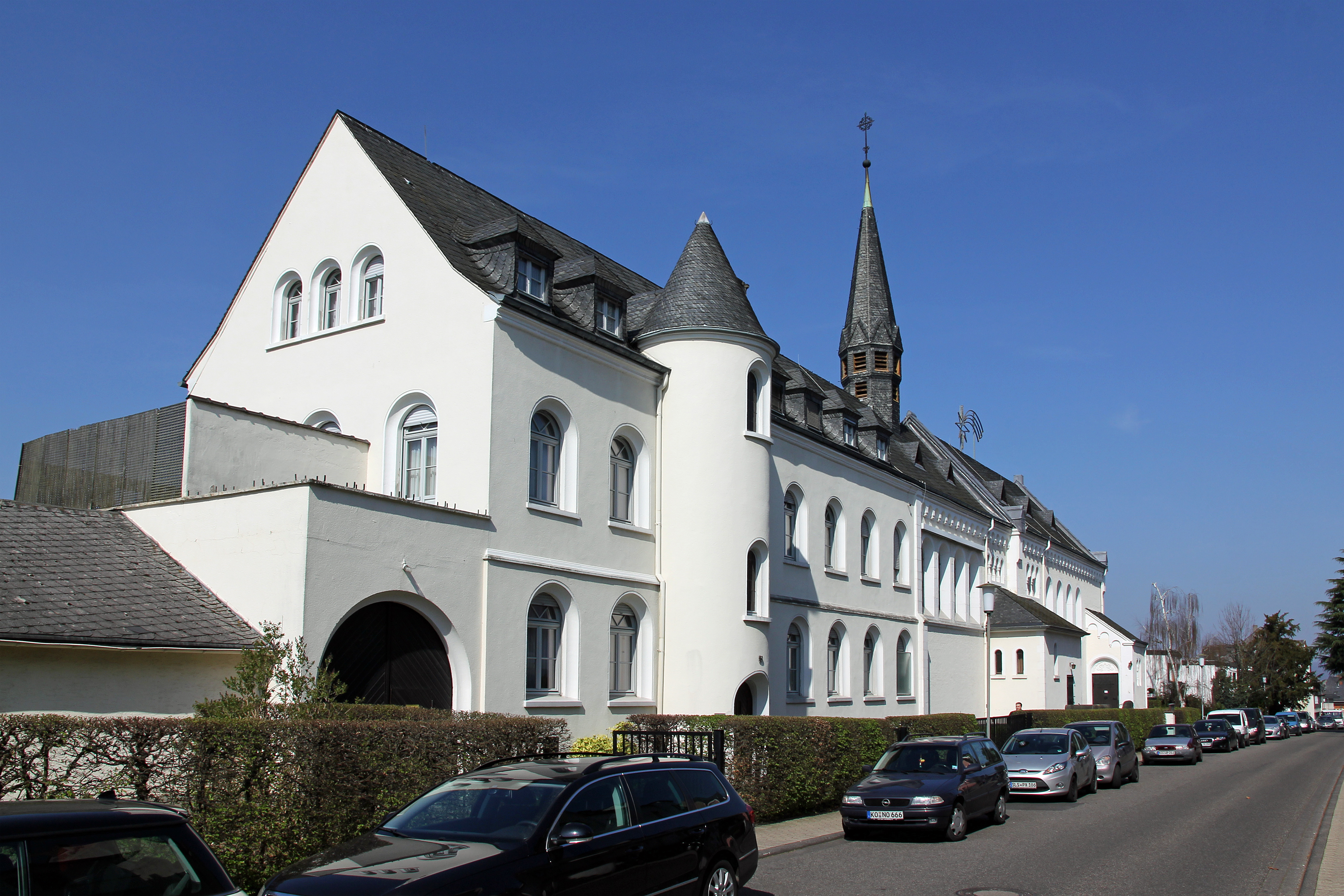
Das Kloster Bethlehem in Koblenz-Pfaffendorf

Das Kloster Bethlehem ist ein Kloster der Klarissen-Kapuzinerinnen von der Ewigen Anbetung in Koblenz. Das Klarissenkloster wurde 1904 im Stadtteil Pfaffendorf gegründet. Die Klarissen-Kapuzinerinnen leben in strenger Klausur, in vollkommenem Schweigen und persönlicher Armut. Sie pflegen die Ewige Anbetung vor dem Allerheiligsten in schichtweiser Ablösung und verdienen ihren Lebensunterhalt durch das Fertigen von Hostien für den Gottesdienst. Benannt ist das Kloster nach der Stadt Bethlehem, der Überlieferung nach der Geburtsort Jesu Christi.

## Geschichte

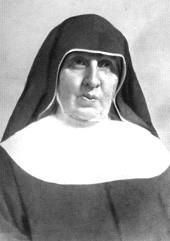
Mutter Ignatia von Hertling war die erste Oberin des 1904 gegründeten Klosters Bethlehem

Die Gründung des Klosters Bethlehem in Pfaffendorf ging auf eine Initiative der Kapuzinerinnen von der Ewigen Anbetung im Kloster Maria Hilf in Mainz aus. Ende des 19. Jahrhunderts stieg die Zahl der Schwestern im Mainzer Kloster so sehr an, dass man sich für den Bau eines neuen Klosters entschied. Langjährige Oberin in Mainz war Ignatia von Hertling, die Kontakt zu Paula Reinhard aus Ehrenbreitstein unterhielt. Beide kannten sich, da Paula Reinhard 1873 in das Mainzer Kloster eintrat, dieses aber nach wenigen Wochen aus gesundheitlichen Gründen wieder verlassen musste. Zusammen mit ihrer Schwester Maria Reinhard (1848–1919) erbte sie von ihrem Vater Franz Reinhard (1814–1893) ein beträchtliches Vermögen. Die Geschwister waren von einer starken Frömmigkeit geprägt und so erklärten sich beide am 12. Januar 1902 bereit, die Mainzer Schwestern bei der Klostergründung finanziell zu unterstützen.
Nachdem Rom am 30. Januar 1903 die kirchliche Genehmigung für die Klostergründung erteilte, wurden auf den Höhen von Pfaffendorf mit Blick ins Rheintal eine Villa und ein Grundstück erworben. Der Grundstein für das neue Kloster wurde am 2. Juli 1903 gelegt. Bis 1904 wurden auf dem Grundstück nach Plänen des Berliner Architekten August Menken ein Klostergebäude samt Klosterkirche errichtet, die am 17. Oktober 1904 vom Trierer Bischof Michael Felix Korum dem heiligsten Herzen Jesu geweiht wurden. Zur ersten Oberin des neuen Klosters wurde am selben Tag Ignatia von Hertling gewählt. Die Geschwister Reinhard verbrachten in der Villa Emmaus ihren Lebensabend. Im August 1905 gehörten 19 Schwestern dem Kloster an.
Nachdem das Koblenzer Kloster einen großen Zuwachs an Schwestern erhalten hatte, wurden 1931 in Melville (Südafrika) und 1953 in Swellendam weitere Anbetungsklöster gegründet. Während des Zweiten Weltkriegs drohten den Koblenzer Schwestern die nationalsozialistischen Machthaber mit der Auflösung des Klosters. Dieses konnte nur dadurch abgewendet werden, weil sie sich zur Arbeit für die Wehrmacht verpflichteten und Krankenhauswäsche nähten sowie Militärpullover ausbesserten. Bei den Luftangriffen auf Koblenz vom 21. November und vom 11. Dezember 1944 wurde das Kloster schwer beschädigt. Das Kloster wurde evakuiert, sieben Schwestern fanden im Krieg den Tod.
Nach der Einnahme von Koblenz durch amerikanische Truppen kehrten im April 1945 die ersten Schwestern in ihr zerstörtes Kloster zurück. Der Wiederaufbau des Klosters Bethlehem dauerte mehr als 20 Jahre. Die Klausur konnte im November 1953 erstmals wieder geschlossen werden. Die unversehrt gebliebene Klosterkirche diente nach dem Krieg der Pfarrei St. Peter und Paul sechs Jahre lang als Notkirche. Nach dem Krieg wuchs die Zahl der Schwestern auf 40 an. Sie bestritten ihren Lebensunterhalt mit der Gold- und Seidenstickerei sowie der Fertigung von kirchlichen Kunst- und Gebrauchsgegenständen. Die nördlich des Klostergebäudes gelegene Villa Emmaus wurde 1973 abgerissen. Heute leben 19 Schwestern in dem Kloster, die ausschließlich von der Hostienbäckerei leben.

## Bau

### Kloster
Das Kloster Bethlehem besteht aus einem langgestreckten Klostergebäude entlang der Hermannstraße und schließt am Nordende mit der Klosterkirche ab. Auf der hangabwärts gelegenen Westseite schließen sich Klostertrakte an, die um zwei Innenhöfe angeordnet sind, mit ursprünglich 30 Klosterzellen. Das Hauptgebäude an der Hermannstraße besitzt zwei und aufgrund des Gefälles auf der Hangseite drei Geschosse. Der Putzbau in historisierenden Formen wurde aus hellem Sandstein errichtet. Die im Krieg nicht zerstörte Fassade auf der Talseite besitzt zwei Eckrisalite, auf der Nordseite mit Krüppelwalm und auf der Südseite mit einem Schweifgiebel. Die Fenster zeigen neugotische Formen mit gekehlten Gewänden. Die nach dem Krieg vollkommen neu errichtete Front entlang der Hermannstraße wurde im historisierenden Stil der 1950er Jahre errichtet. Sie besitzt breit gekehlte Rundbogenfenster und einen hervortretenden halbrunden Treppenturm mit Kegeldach. Alle Dächer wurden mit Schiefer gedeckt.

### Klosterkirche
Die Klosterkirche Herz Jesu mit neuromanischen Elementen besitzt einen Rundbogenfries an der Traufe und am Giebel. An der Nordwand ist ein großes Rosettenfenster über einer Dreierarkade eingebaut. Diese Kapelle setzt sich aus zwei Teilen zusammen, dem zur Klausur gehörenden Nonnenchor, über dem sich ein polygonaler Dachreiter mit Spitzhelm erhebt, und dem Gemeindeteil. Beide Abschnitte sind gleich lang und durch eine Quermauer voneinander getrennt, die im Dachbereich hervortritt. Auch die Fensterzone spiegelt diese Trennung wider. Die Reihe großer Rundbogenfenster wird durch zwei hochgelegte Vierfacharkaden mit Säulchen, Kapitellen und Kämpfern unterbrochen. Der einschiffige Saal mit deutlicher Trennung beider Bereiche durch einen massiven Schwibbogen ist nach Süden ausgerichtet. Auf beiden Seiten befindet sich jeweils ein Altar. In der Mitte unter einer Giebelarkarde und von beiden Seiten sichtbar befindet sich eine ausgestellte Monstranz, das Zentrum der Ewigen Anbetung. Die Eingangstür zum Gemeindebereich ist mit besonders aufwändig geschmiedeten Blättern und Ranken mit einem reliefartigen Tympanon samt Blattfries darüber ausgestattet. Im Gemeindebereich öffnet sich auf der Westseite auf der Höhe des Obergeschosses ein Oratorium der Geschwister Reinhard. Von hier führt ein noch erhaltener zweigeschossiger Verbindungsgang in Fachwerkkonstruktion in Richtung der abgerissenen Villa Emmaus.

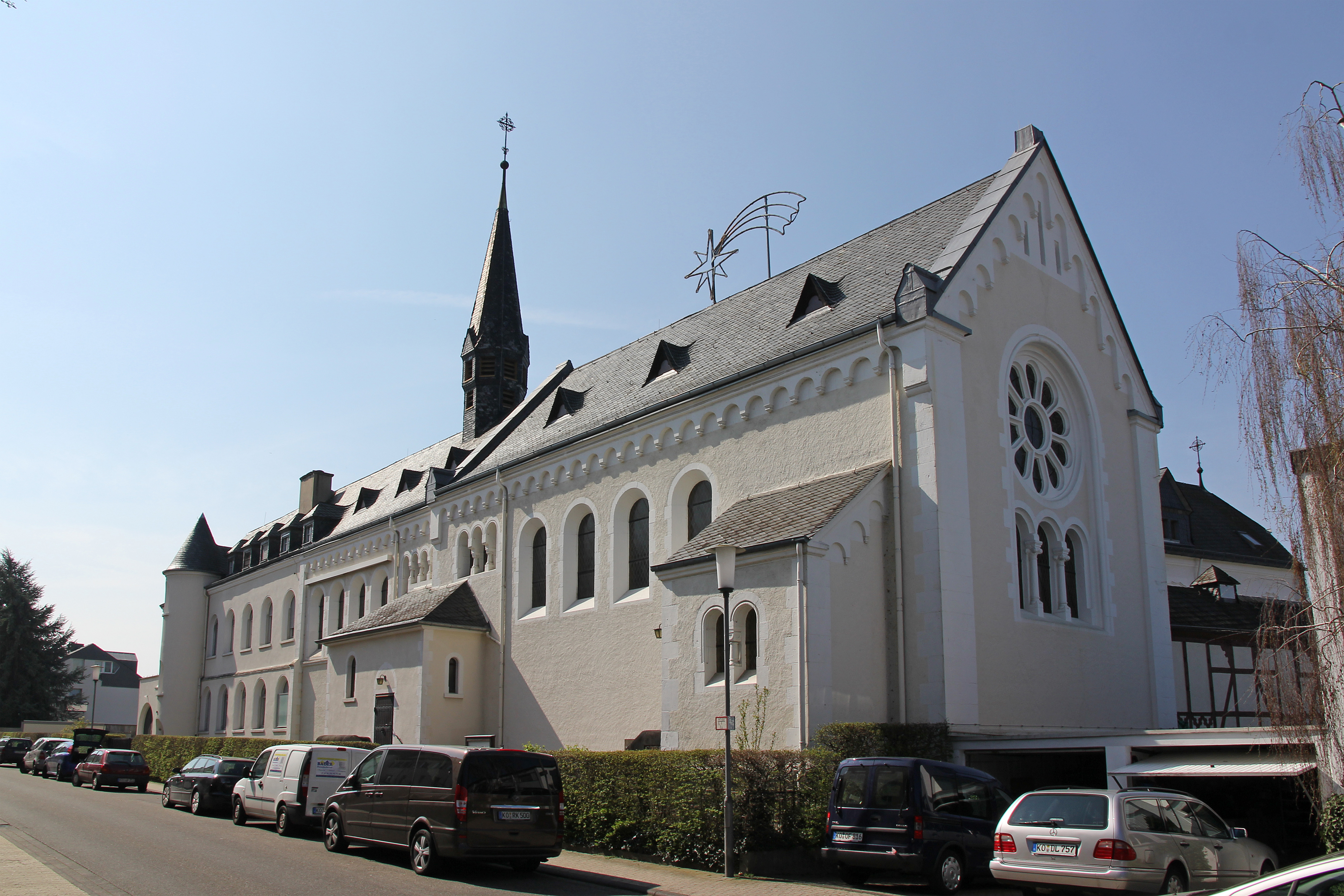
Das Kloster Bethlehem mit der Klosterkirche (rechts)
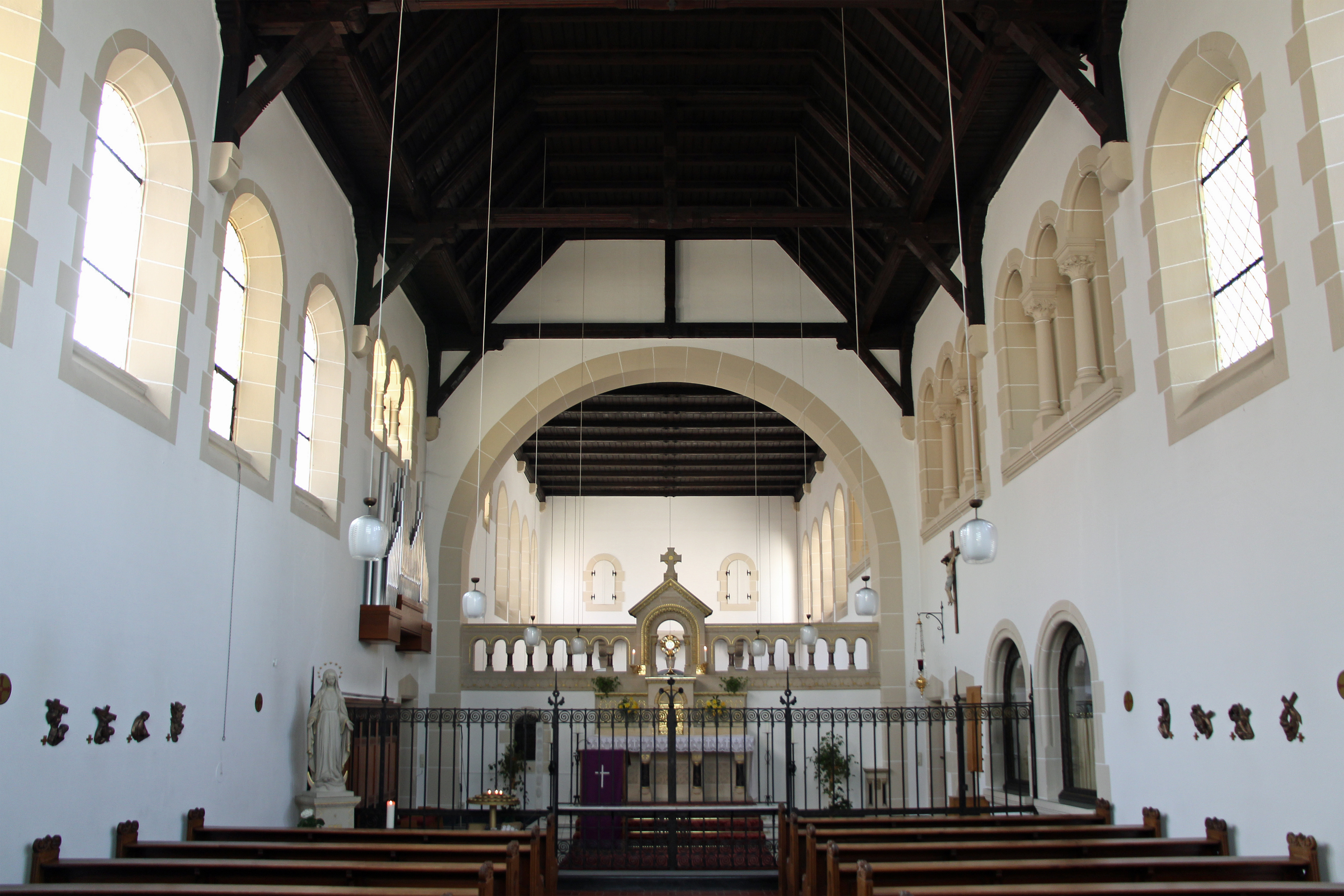
Innenraum der Klosterkirche Herz Jesu
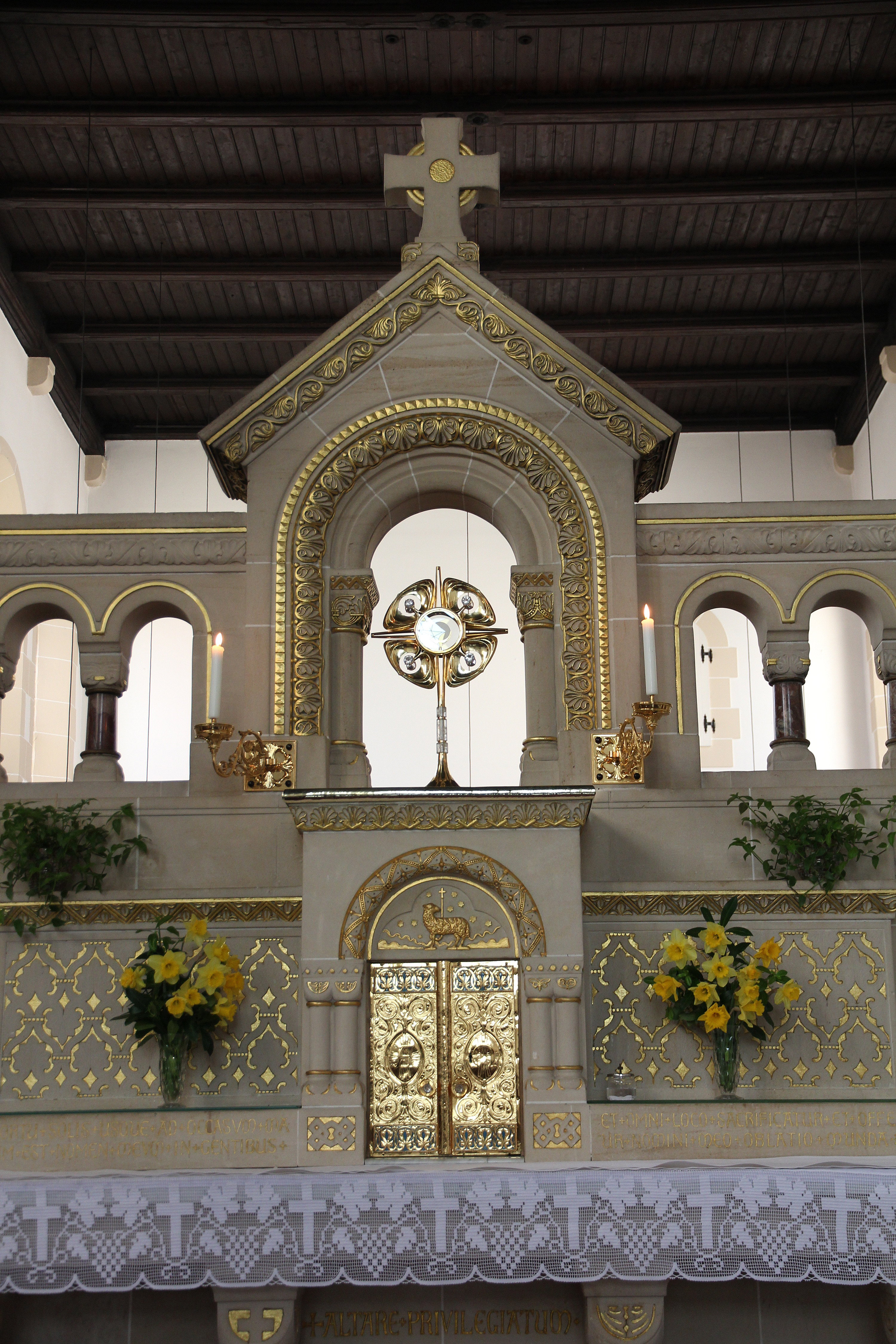
Das Zentrum der Ewigen Anbetung mit der Monstranz

## Denkmalschutz
Das Kloster Bethlehem ist ein geschütztes Kulturdenkmal nach dem Denkmalschutzgesetz (DSchG) und in der Denkmalliste des Landes Rheinland-Pfalz eingetragen. Es liegt in Koblenz-Pfaffendorf in der Hermannstraße 29.
Seit 2002 ist das Kloster Bethlehem Teil des UNESCO-Welterbes Oberes Mittelrheintal.